# Persone di nome Nicholas
| Questa pagina contiene informazioni ricavate automaticamente dalle voci biografiche con l'ausilio del template Bio e di un bot. L'aggiornamento è periodico e automatico e ricostruisce completamente la pagina. Se manca una persona in questa lista, sei pregato di non aggiungerla, ma accertati piuttosto che la sua voce biografica contenga il template Bio e che i dati anagrafici siano correttamente compilati. Se il template Bio manca, inseriscilo tu stesso o, in alternativa, metti l'avviso {{tmp\|Bio}} che ne segnala la mancanza. Se i dati riportati sono sbagliati, correggi direttamente la voce biografica; le modifiche saranno visibili in questa lista entro pochi giorni. Per chiarimenti vedi il progetto antroponimi. La lista contiene solo le 451 persone che sono citate nell'enciclopedia e per le quali è stato implementato correttamente il template Bio. Pagina aggiornata al 6 ago 2025. |

Questa è una lista di persone presenti nell'enciclopedia che hanno il nome Nicholas, suddivise per attività principale.

## Allenatori di calcio(5)
- Nick Colgan, allenatore di calcio e ex calciatore irlandese (Drogheda, n. 1973)
- Nicky Cross, allenatore di calcio e ex calciatore inglese (Birmingham, n. 1961)
- Nicky Forster, allenatore di calcio e ex calciatore inglese (Caterham, n. 1973)
- Nicky Law, allenatore di calcio e ex calciatore inglese (Plymouth, n. 1988)
- Nick Montgomery, allenatore di calcio e ex calciatore scozzese (Leeds, n. 1981)

## Allenatori di football americano(1)
- Nick Saban, allenatore di football americano statunitense (Fairmont, n. 1951)

## Allenatori di hockey su ghiaccio(1)
- Nicholas Bilotto, allenatore di hockey su ghiaccio e ex hockeista su ghiaccio canadese (Pointe-Claire, n. 1979)

## Allenatori di pallacanestro(1)
- Nick Nurse, allenatore di pallacanestro statunitense (Carroll, n. 1967)

## Allenatori di tennis(1)
- Nick Bollettieri, allenatore di tennis statunitense (Pelham, n. 1931 - Bradenton, † 2022)

## Alpinisti(1)
- Nicholas Clinch, alpinista statunitense (Evanston, n. 1930 - Palo Alto, † 2016)

## Ambasciatori(1)
- Nicholas Wotton, ambasciatore inglese (Boughton Malherbe, n. 1497 - Londra, † 1567)

## Animatori(1)
- Nick Park, animatore, fumettista e produttore cinematografico britannico (Preston, n. 1958)

## Architetti(3)
- Nicholas Grimshaw, architetto britannico (Hove, n. 1939)
- Nicholas Hawksmoor, architetto inglese (Nottinghamshire - Millbank, † 1736)
- Nicholas Revett, architetto britannico (n. 1720 - Londra, † 1804)

## Arcivescovi cattolici(2)
- Nicholas Chia, arcivescovo cattolico singaporiano (Singapore, n. 1938 - Singapore, † 2024)
- Nicholas Thomas Elko, arcivescovo cattolico statunitense (Donora, n. 1909 - Cincinnati, † 1991)

## Artisti(2)
- Nicholas Clausen, artista e incisore inglese (Londra)
- Nicholas Hlobo, artista sudafricano (Città del Capo, n. 1975)

## Artisti marziali misti(2)
- Nick Diaz, artista marziale misto statunitense (Stockton, n. 1983)
- Nick Newell, artista marziale misto statunitense (Milford, n. 1986)

## Astronauti(1)
- Nicholas Patrick, ex astronauta britannico (Saltburn-by-the-Sea, n. 1964)

## Astronomi(1)
- Nicholas Mayall, astronomo statunitense (Moline, n. 1906 - Tucson, † 1993)

## Attivisti(1)
- Nick Fuentes, attivista statunitense (Chicago, n. 1998)

## Avvocati(1)
- Nicholas Phillips, avvocato e giudice britannico (n. 1938)

## Banchieri(1)
- Nick Leeson, banchiere britannico (Watford, n. 1967)

## Bassisti(4)
- Nicky Wire, bassista e cantante britannico (Blackwood,, n. 1969)
- Nick Massi, bassista statunitense (Newark, n. 1927 - West Orange, † 2000)
- Nick O'Malley, bassista britannico (Sheffield, n. 1985)
- Nick Simper, bassista britannico (Norwood Green, n. 1945)

## Batteristi(5)
- Nicholas Barker, batterista britannico (Norwich, n. 1973)
- Topper Headon, batterista britannico (Bromley, n. 1955)
- Nick Hodgson, batterista e cantautore inglese (Leeds, n. 1977)
- Nick Mason, batterista, compositore e produttore discografico britannico (Birmingham, n. 1944)
- Nick Stabulas, batterista statunitense (New York, n. 1929 - Great Neck, † 1973)

## Bobbisti(1)
- Nick Poloniato, bobbista canadese (Hamilton, n. 1987)

## Botanici(1)
- Nicholas Edward Brown, botanico britannico (Redhill, n. 1849 - Kew Gardens, † 1934)

## Calciatori(50)
- Nicholas Addlery, ex calciatore giamaicano (Kingston, n. 1981)
- Nicky Bailey, ex calciatore inglese (Londra, n. 1984)
- Nick Barmby, ex calciatore, allenatore di calcio e dirigente sportivo inglese (Hull, n. 1974)
- Nick Blackman, ex calciatore barbadiano (Whitefield, n. 1989)
- Nico Bodonczy, ex calciatore statunitense (Santiago del Cile, n. 1955)
- Nicholas Bonfanti, calciatore italiano (Seriate, n. 2002)
- Nicholas Caglioni, ex calciatore italiano (Nembro, n. 1983)
- Nick Carle, ex calciatore australiano (Sydney, n. 1981)
- Nicholas Cusack, ex calciatore inglese (Rotherham, n. 1965)
- Nicholas D'Agostino, calciatore australiano (Sydney, n. 1998)
- Nick DeLeon, ex calciatore statunitense (Phoenix, n. 1990)
- Nicky Deverdics, calciatore inglese (Newcastle upon Tyne, n. 1987)
- Nicky Devlin, calciatore scozzese (Bishopbriggs, n. 1993)
- Nicholas DiOrio, calciatore statunitense (Morgan Township, n. 1921 - Green Tree, † 2003)
- Nicholas Dillon, calciatore trinidadiano (Port of Spain, n. 1997)
- Nicholas Ebanks, calciatore britannico (n. 1990)
- Nicholas Fitzgerald, calciatore australiano (Wahroonga, n. 1992)
- Nicholas Gioacchini, calciatore statunitense (Kansas City, n. 2000)
- Cole Grossman, ex calciatore statunitense (Saint Louis, n. 1989)
- Nicholas Guidi, ex calciatore italiano (Viareggio, n. 1983)
- Nicholas Hagen, calciatore guatemalteco (Città del Guatemala, n. 1996)
- Nick Hagglund, calciatore statunitense (Cincinnati, n. 1992)
- Niko Hämäläinen, calciatore statunitense (Miami, n. 1997)
- Nicky Hunt, ex calciatore inglese (Westhoughton, n. 1983)
- Nicky Jennings, calciatore inglese (Wellington, n. 1946 - † 2016)
- Nicholas Kaloukian, calciatore armeno (Wayne, n. 2003)
- Nick Lima, calciatore statunitense (Castro Valley, n. 1994)
- Nicholas Marfelt, calciatore danese (Brønshøj, n. 1994)
- Nicky Marker, ex calciatore inglese (Exeter, n. 1965)
- Nicky Maynard, calciatore inglese (Winsford, n. 1986)
- Nicky Clark, calciatore scozzese (Bellshill, n. 1991)
- Nick Mike-Mayer, ex calciatore e ex giocatore di football americano italiano (Bologna, n. 1950)
- Nick Millington, ex calciatore statunitense (Hartford, n. 1991)
- Nicky Mohan, ex calciatore inglese (Middlesbrough, n. 1970)
- Nicholas Muri, ex calciatore salomonese (n. 1983)
- Nicholas Opoku, calciatore ghanese (Kumasi, n. 1997)
- Nicholas Otaru, ex calciatore finlandese (Turku, n. 1986)
- Nick Pickering, ex calciatore inglese (Newcastle upon Tyne, n. 1963)
- Nicholas Pierini, calciatore italiano (Parma, n. 1998)
- Nick Pope, calciatore inglese (Soham, n. 1992)
- Nick Powell, calciatore inglese (Crewe, n. 1994)
- Nicholas Pozo, calciatore gibilterriano (Gibilterra, n. 2005)
- Nick Rimando, ex calciatore statunitense (Montclair, n. 1979)
- Nico Rittmeyer, ex calciatore statunitense (Savannah, n. 1993)
- Nick Rizzo, ex calciatore australiano (Sydney, n. 1979)
- Nicholas Siega, calciatore italiano (Novara, n. 1991)
- Nicholas Wadada, calciatore ugandese (Lugazi, n. 1992)
- Nico Williams, calciatore spagnolo (Pamplona, n. 2002)
- Nico Yennaris, calciatore inglese (Leytonstone, n. 1993)
- Niki Torrão, calciatore sudafricano (Johannesburg, n. 1987)

## Cantanti(6)
- Nicky Byrne, cantante e ex calciatore irlandese (Dublino, n. 1978)
- Nick Holmes, cantante e musicista britannico (n. 1971)
- Nick Lachey, cantante e attore statunitense (Harlan, n. 1973)
- Nicholas Teo, cantante e attore malese (Kuching, n. 1981)
- Nicholas Tse, cantante, attore e musicista cinese (Hong Kong, n. 1980)
- Nik Turner, cantante e sassofonista britannico (Oxford, n. 1940 - Pembrokeshire, † 2022)

## Cantautori(6)
- Nic Cester, cantautore e chitarrista australiano (Melbourne, n. 1979)
- Nick Drake, cantautore e chitarrista inglese (Yangon, n. 1948 - Tanworth-in-Arden, † 1974)
- Nick Gravenites, cantautore statunitense (Chicago, n. 1938 - Santa Rosa, † 2024)
- Nick Jonas, cantautore, attore e musicista statunitense (Dallas, n. 1992)
- Nik Kershaw, cantautore, chitarrista e compositore britannico (Bristol, n. 1958)
- Momus, cantautore, compositore e scrittore scozzese (Paisley, n. 1960)

## Cantori(1)
- Nicholas Lanier, cantore, liutista e compositore inglese (Greenwich, n. 1588 - Greenwich, † 1666)

## Cardinali(2)
- Nicholas Cheong Jin-suk, cardinale e arcivescovo cattolico sudcoreano (Seul, n. 1931 - Seul, † 2021)
- Nicholas Patrick Stephen Wiseman, cardinale, arcivescovo cattolico e orientalista inglese (Siviglia, n. 1802 - Londra, † 1865)

## Cavalieri(1)
- Nick Skelton, cavaliere britannico (Bedworth, n. 1957)

## Cestisti(31)
- Nick Calathes, cestista statunitense (Casselberry, n. 1989)
- Nick Collison, ex cestista statunitense (Orange City, n. 1980)
- Nick Covington, ex cestista statunitense (Little Rock, n. 1985)
- Nicholas Crow, cestista italiano (Rimini, n. 1989)
- Nick DeWitz, ex cestista statunitense (Mesa, n. 1982)
- Nick Donovan, ex cestista inglese (Coventry, n. 1976)
- Nick Eppehimer, ex cestista statunitense (Pottstown, n. 1979)
- Nick Faust, cestista statunitense (Baltimora, n. 1993)
- Nick Fazekas, ex cestista statunitense (Denver, n. 1985)
- Nick Frascella, cestista statunitense (Trenton, n. 1914 - Tallmadge, † 2000)
- Nick George, ex cestista britannico (Manchester, n. 1982)
- Nick Grunzweig, cestista statunitense (Buffalo, n. 1918 - Des Moines, † 2007)
- Nick Hashu, cestista statunitense (Hammond, n. 1917 - Fullerton, † 2012)
- Nick Hornsby, cestista statunitense (Irvine, n. 1995)
- Nick Jacobson, ex cestista statunitense (Fargo, n. 1980)
- Nick Johnson, cestista statunitense (Gilbert, n. 1992)
- Nick Kay, cestista australiano (Tamworth, n. 1992)
- Nick King, cestista statunitense (Memphis, n. 1995)
- Nick Mantis, cestista statunitense (East Chicago, n. 1935 - Schererville, † 2017)
- Nick McGlynn, cestista statunitense (Stoughton, n. 1996)
- Nick Paulos, cestista statunitense (Salt Lake City, n. 1992)
- Nicholas Pope, cestista francese (Glasgow, n. 1984)
- Nick Richards, cestista giamaicano (Kingston, n. 1997)
- Nick Shaback, cestista statunitense (Bronx, n. 1918 - New York, † 2010)
- Nick Sheppard, ex cestista statunitense (Los Angeles, n. 1976)
- Nick Smith, cestista statunitense (Jacksonville, n. 2004)
- Nick Spires, cestista britannico (Tunbridge Wells, n. 1994)
- Nick Vanos, cestista statunitense (San Mateo, n. 1963 - Romulus, † 1987)
- Nick Washburn, ex cestista statunitense (Mahomet, n. 1991)
- Nick Yost, cestista statunitense (Chicago, n. 1915 - † 1980)
- Nick Young, ex cestista statunitense (Los Angeles, n. 1985)

## Chimici(2)
- Nicholas Sand, chimico statunitense (New York, n. 1941 - Lagunitas, † 2017)
- Nicholas Turro, chimico statunitense (Middletown, n. 1938 - † 2012)

## Chitarristi(1)
- Nick McCarthy, chitarrista e tastierista britannico (Blackpool, n. 1974)

## Ciclisti su strada(1)
- Nick Schultz, ciclista su strada australiano (Brisbane, n. 1994)

## Compositori(5)
- Nicholas Britell, compositore, pianista e produttore cinematografico statunitense (New York, n. 1980)
- Nicholas Hooper, compositore inglese (Londra, n. 1952)
- Nicholas Lens, compositore belga (n. 1957)
- Nicholas Ludford, compositore e cantore inglese
- Nicholas Pike, compositore inglese (Warwickshire, n. 1955)

## Condottieri(1)
- Nicholas von Renys, condottiero prussiano (Ryn, n. 1360 - Grudziądz, † 1411)

## Criminali(1)
- Nicholas Trapishkin, criminale russo

## Critici musicali(1)
- Nicholas Kenyon, critico musicale britannico (Cheshire, n. 1951)

## Culturisti(1)
- Nick Walker, culturista statunitense (Pine Hill, n. 1994)

## Danzatori(2)
- Nicholas Johnson, danzatore e attore inglese (Londra, n. 1947 - † 2007)
- Nicholas Magallanes, danzatore statunitense (Santa Rosalia de Camargo, n. 1922 - North Merrick, † 1977)

## Diplomatici(2)
- Nicholas Gordon-Lennox, diplomatico britannico (n. 1931 - † 2004)
- Nicholas Fish II, diplomatico statunitense (New York, n. 1846 - New York, † 1902)

## Direttori della fotografia(1)
- Nicholas Musuraca, direttore della fotografia italiano (Riace, n. 1892 - Los Angeles, † 1975)

## Dirigenti d'azienda(2)
- Nick Fry, dirigente d'azienda britannico (Epsom, n. 1956)
- Nick Khan, dirigente d'azienda statunitense (Las Vegas)

## Dirigenti sportivi(1)
- Nicky Butt, dirigente sportivo, allenatore di calcio e ex calciatore inglese (Manchester, n. 1975)

## Disc jockey(2)
- Chicane, disc-jockey e produttore discografico inglese (Buckinghamshire, n. 1971)
- Illenium, disc jockey, musicista e produttore discografico statunitense (Chicago, n. 1990)

## Drammaturghi(1)
- Nicholas Wright, drammaturgo e sceneggiatore britannico (Città del Capo, n. 1940)

## Economisti(5)
- Nicholas Barbon, economista inglese (n. 1640 - † 1698)
- Nicholas Georgescu-Roegen, economista, matematico e statistico rumeno (Costanza, n. 1906 - Nashville, † 1994)
- Nicholas Kaldor, economista ungherese (Budapest, n. 1908 - Cambridge, † 1986)
- N. Gregory Mankiw, economista e blogger statunitense (Trenton, n. 1958)
- Nicholas Stern, economista britannico (Londra, n. 1946)

## Filantropi(1)
- Nicholas Winton, filantropo britannico (Londra, n. 1909 - Maidenhead, † 2015)

## Filosofi(2)
- Nicholas Murray Butler, filosofo, diplomatico e politico statunitense (Elizabeth, n. 1862 - New York, † 1947)
- Nicholas Kalliakis, filosofo, teologo e letterato greco (Candia, n. 1645 - Padova, † 1707)

## Fisici(2)
- Nicholas Christofilos, fisico statunitense (Boston, n. 1916 - † 1972)
- Nicholas Metropolis, fisico statunitense (Chicago, n. 1915 - Los Alamos, † 1999)

## Flautisti(1)
- Nicholas Laucella, flautista e compositore statunitense (Nusco, n. 1882 - New York, † 1952)

## Generali(1)
- Nicholas Herkimer, generale statunitense (Danube, n. 1728 - † 1777)

## Geologi(1)
- Nicholas John Shackleton, geologo e climatologo britannico (Londra, n. 1937 - Cambridge, † 2006)

## Giocatori di baseball(9)
- Nick Ahmed, giocatore di baseball statunitense (Springfield, n. 1990)
- Nick Castellanos, giocatore di baseball statunitense (Davie, n. 1992)
- Nick Kurtz, giocatore di baseball statunitense (Lancaster, n. 2003)
- Nicky Lopez, giocatore di baseball statunitense (Naperville, n. 1995)
- Nick Markakis, ex giocatore di baseball statunitense (Glen Cove, n. 1983)
- Nick Pivetta, giocatore di baseball canadese (Victoria, n. 1993)
- Nick Pugliese, giocatore di baseball statunitense (Plainville, n. 1985)
- Nick Punto, ex giocatore di baseball statunitense (San Diego, n. 1977)
- Nick Swisher, ex giocatore di baseball statunitense (Columbus, n. 1980)

## Giocatori di football americano(30)
- Nick Alfieri, ex giocatore di football americano statunitense (Portland, n. 1992)
- Nick Barnett, giocatore di football americano statunitense (Fontana, n. 1981)
- Nick Bellore, giocatore di football americano statunitense (Saint Paul, n. 1989)
- Nick Bolton, giocatore di football americano statunitense (Frisco, n. 2000)
- Nick Bosa, giocatore di football americano statunitense (Fort Lauderdale, n. 1997)
- Nick Bowers, giocatore di football americano statunitense (Kittanning, n. 1996)
- Nick Broeker, giocatore di football americano statunitense (Springfield, n. 2000)
- Nick Buoniconti, giocatore di football americano statunitense (Springfield, n. 1940 - Bridgehampton, † 2019)
- Nick Chubb, giocatore di football americano statunitense (Cedartown, n. 1995)
- Nicholas Diaco, giocatore di football americano statunitense (Voorhees, n. 1998)
- Nick Emmanwori, giocatore di football americano statunitense (Greensboro, n. 2004)
- Nick Foles, ex giocatore di football americano statunitense (Austin, n. 1989)
- Nick Folk, giocatore di football americano statunitense (Los Angeles, n. 1984)
- Nick Gates, giocatore di football americano statunitense (Las Vegas, n. 1995)
- Nick Hampton, giocatore di football americano statunitense (Anderson, n. 2000)
- Nick Hardwick, giocatore di football americano statunitense (Franklin, n. 1981)
- Nick Herbig, giocatore di football americano statunitense (Kauai, n. 2001)
- Nic Jones, giocatore di football americano statunitense (Detroit, n. 2001)
- Nick Leverett, giocatore di football americano statunitense (Charlotte, n. 1997)
- Nicholas Milgate, giocatore di football americano statunitense (Hilton, n. 1998)
- Nick Moore, giocatore di football americano statunitense (Atlanta, n. 1992)
- Nick Mullens, giocatore di football americano statunitense (Hoover, n. 1995)
- Nick Muse, giocatore di football americano statunitense (Belmont, n. 1998)
- Nicholas Peterson, giocatore di football americano svedese (Uppsala, n. 1992)
- Nicholas Petit-Frere, giocatore di football americano statunitense (Port St. Lucie, n. 1999)
- Nick Reed, ex giocatore di football americano statunitense (Oakland, n. 1987)
- Nick Roach, giocatore di football americano statunitense (Milwaukee, n. 1985)
- Nick Saldiveri, giocatore di football americano statunitense (Waxhaw, n. 2000)
- Nick Scott, giocatore di football americano statunitense (Lancaster, n. 1995)
- Nicholas Suppa, giocatore di football americano tedesco (Schwäbisch Gmünd, n. 1995)

## Giocatori di poker(1)
- Nick Dandolos, giocatore di poker greco (Rethymno, n. 1883 - Gardena, † 1966)

## Giornalisti(4)
- Nick Clooney, giornalista, conduttore televisivo e conduttore radiofonico statunitense (Maysville, n. 1934)
- Nicholas Evans, giornalista, scrittore e produttore televisivo inglese (Bromsgrove, n. 1950 - † 2022)
- Nicholas Kristof, giornalista statunitense (Chicago, n. 1959)
- Nicholas Wade, giornalista britannico (Aylesbury, n. 1942)

## Golfisti(3)
- Nick Dunlap, golfista statunitense (Huntsville, n. 2003)
- Nick Faldo, golfista e imprenditore britannico (Welwyn Garden City, n. 1957)
- Nick Price, golfista zimbabwese (Durban, n. 1957)

## Grecisti(1)
- Nicholas Sekunda, grecista e archeologo polacco (Mansfield, n. 1953)

## Hockeisti su ghiaccio(10)
- Nick Bjugstad, hockeista su ghiaccio statunitense (Blaine, n. 1992)
- Nick Bonino, hockeista su ghiaccio statunitense (Unionville, n. 1988)
- Nick Foligno, hockeista su ghiaccio statunitense (Buffalo, n. 1987)
- Nicholas Naumenko, ex hockeista su ghiaccio statunitense (Chicago, n. 1974)
- Nick Palmieri, ex hockeista su ghiaccio statunitense (Utica, n. 1989)
- Nick Plastino, ex hockeista su ghiaccio canadese (Sault Sainte Marie, n. 1986)
- Nick Saracino, hockeista su ghiaccio statunitense (Saint Louis, n. 1992)
- Nick Schultz, ex hockeista su ghiaccio canadese (n. 1982)
- Nick Suzuki, hockeista su ghiaccio canadese (London, n. 1999)
- Nick Tuzzolino, hockeista su ghiaccio statunitense (Buffalo, n. 1986)

## Imprenditori(4)
- Nicholas Berg, imprenditore statunitense (West Cheseter, n. 1978 - Baghdad, † 2004)
- Nick Denton, imprenditore, giornalista e blogger britannico (Hampstead, n. 1966)
- Nicholas Kove, imprenditore ungherese (Anarcs, n. 1891 - Londra, † 1958)
- Nicky Oppenheimer, imprenditore sudafricano (n. 1945)

## Informatici(1)
- Nicholas Negroponte, informatico statunitense (New York City, n. 1943)

## Ingegneri(6)
- Nicholas Procter Burgh, ingegnere britannico (Callington, n. 1834 - Croydon, † 1900)
- Nicholas Diddams, ingegnere britannico (n. 1760 - Portsmouth, † 1823)
- Nicholas Minorsky, ingegnere e matematico statunitense (Korčeva, n. 1885 - Italia, † 1970)
- Nicholas Tombazis, ingegnere greco (Atene, n. 1968)
- Nick Wirth, ingegnere britannico (Merton, n. 1966)
- Nicholas Wood, ingegnere inglese (n. 1795 - † 1865)

## Insegnanti(1)
- Nicholas Williams, docente, linguista e letterato britannico (Walthamstow, n. 1942)

## Judoka(1)
- Nicholas Mungai, judoka italiano (Pistoia, n. 1993)

## Letterati(1)
- Nicholas Udall, letterato e drammaturgo inglese (Hampshire, n. 1505 - Londra, † 1556)

## Linguisti(1)
- Nicholas Ostler, linguista e scrittore britannico (Bath, n. 1952)

## Mafiosi(3)
- Nicholas Bianco, mafioso statunitense (New York, n. 1932 - New York, † 1994)
- Nicholas Civella, mafioso statunitense (Kansas City, n. 1912 - Kansas City, † 1983)
- Nicholas Corozzo, mafioso statunitense (New York, n. 1940)

## Matematici(1)
- Nicholas Katz, matematico statunitense (Baltimora, n. 1943)

## Medici(1)
- Nicholas Culpeper, medico, botanico e astrologo britannico (n. 1616 - Londra, † 1654)

## Mercanti(2)
- Nicholas van Hoorn, mercante e pirata olandese (Vlissingen, n. 1635 - Isla de Sacrificios, † 1683)
- Nicholas Spencer, mercante e politico inglese (Cople, n. 1633 - Virginia, † 1689)

## Mezzofondisti(8)
- Nicholas Griggs, mezzofondista irlandese (Newmills, n. 2004)
- Nicholas Kemboi, ex mezzofondista e maratoneta keniota (Kericho, n. 1983)
- Nicholas Kipchirchir, mezzofondista keniota (n. 1992)
- Nicholas Kipkorir, mezzofondista keniota (Eldoret, n. 1998)
- Nicholas Mboroto Kosimbei, mezzofondista keniota (n. 1996)
- Nick Rose, ex mezzofondista britannico (Bristol, n. 1951)
- Nick Symmonds, mezzofondista statunitense (Sun Valley, n. 1983)
- Nick Willis, mezzofondista neozelandese (Lower Hutt, n. 1983)

## Militari(2)
- Nicholas Bayard, ufficiale e politico olandese (Alphen aan den Rijn, n. 1644 - † 1707)
- Nicholas Fish, ufficiale statunitense (New York, n. 1758 - New York, † 1833)

## Modelli(1)
- Nick Bateman, modello, artista marziale e attore canadese (Burlington, n. 1986)

## Musicisti(2)
- Nick Littlemore, musicista, cantante e produttore discografico australiano (Sydney, n. 1978)
- Nick Murphy, musicista e cantante australiano (Melbourne, n. 1988)

## Nobili(2)
- Nicholas Tufton, I conte di Thanet, nobile e politico inglese (Terling, n. 1577 - Sapcote, † 1631)
- Nicholas de Soules, nobile scozzese

## Nuotatori(8)
- Nick Ffrost, nuotatore australiano (Mackay, n. 1986)
- Nick Gillingham, ex nuotatore britannico (Walsall, n. 1967)
- Nicholas Nevid, ex nuotatore statunitense (n. 1960)
- Nicholas Pyle, nuotatore britannico (Newcastle upon Tyne, n. 2000)
- Nicholas Quinn, nuotatore irlandese (Castlebar, n. 1993)
- Nicholas Santos, nuotatore brasiliano (Ribeirão Preto, n. 1980)
- Nicholas Sprenger, nuotatore australiano (Brisbane, n. 1985)
- Nick Thoman, ex nuotatore statunitense (Cincinnati, n. 1986)

## Oculisti(1)
- Harold Ridley, oculista britannico (Kibworth Harcout, n. 1906 - Stapleford, † 2001)

## Ostacolisti(1)
- Nicholas Bett, ostacolista keniota (Kisii, n. 1990 - Lessos, † 2018)

## Pallanuotisti(1)
- Nicholas Presciutti, pallanuotista italiano (Roma, n. 1993)

## Pallavolisti(3)
- Nicholas Hoag, pallavolista canadese (Sherbrooke, n. 1992)
- Nicholas Sighinolfi, pallavolista italiano (Nonantola, n. 1994)
- Nicholas Vogel, ex pallavolista statunitense (San Diego, n. 1990)

## Pattinatori di short track(1)
- Nicholas Gooch, ex pattinatore di short track britannico (Londra, n. 1973)

## Pentatleti(1)
- Nicholas Woodbridge, pentatleta britannico (Wellington, n. 1986)

## Pesisti(1)
- Nick Ponzio, pesista statunitense (San Diego, n. 1995)

## Pianisti(2)
- Nicholas Angelich, pianista statunitense (Cincinnati, n. 1970 - Parigi, † 2022)
- Nicky Hopkins, pianista inglese (Londra, n. 1944 - Nashville, † 1994)

## Piloti automobilistici(3)
- Nick Cassidy, pilota automobilistico neozelandese (Auckland, n. 1994)
- Nicholas Latifi, ex pilota automobilistico canadese (Montréal, n. 1995)
- Nick Yelloly, pilota automobilistico britannico (Stafford, n. 1990)

## Piloti motociclistici(3)
- Nicky Hayden, pilota motociclistico statunitense (Owensboro, n. 1981 - Cesena, † 2017)
- Nicholas Schmassmann, pilota motociclistico svizzero (Basilea, n. 1960)
- Nicholas Spinelli, pilota motociclistico italiano (Atri, n. 2001)

## Pirati(1)
- Nicholas Clough, pirata e mercante inglese (Inghilterra - Londra, † 1683)

## Pistard(2)
- Nick Kergozou, pistard e ciclista su strada neozelandese (Invercargill, n. 1996)
- Nicholas Paul, pistard trinidadiano (Gasparillo, n. 1998)

## Pittori(2)
- Nicholas Hilliard, pittore e orafo inglese (Londra, † 1619)
- Nicholas Pocock, pittore inglese (Bristol, n. 1740 - Cookham, † 1821)

## Poeti(2)
- Vachel Lindsay, poeta statunitense (Springfield, n. 1879 - † 1931)
- Nicholas Rowe, poeta e drammaturgo inglese (Little Barford, n. 1674 - Parigi, † 1718)

## Politici(19)
- Nicholas Bacon, politico britannico (Chislehurst, n. 1509 - Londra, † 1579)
- Nick Begich, politico statunitense (Eveleth, n. 1932)
- Nick Bourne, politico gallese (n. 1952)
- Nicholas Carew, politico britannico (Londra, † 1539)
- Nick Clegg, politico britannico (Chalfont St. Giles, n. 1967)
- Nicholas Ferrar, politico britannico (n. 1592 - † 1637)
- Nick Griffin, politico britannico (Londra, n. 1959)
- Nicholas Katzenbach, politico statunitense (Filadelfia, n. 1922 - Skillman, † 2012)
- Nick LaLota, politico statunitense (Bay Shore, n. 1978)
- Nick Langworthy, politico statunitense (Jamestown, n. 1981)
- Nicholas Liverpool, politico dominicense (Grand Bay, n. 1934 - Miami, † 2015)
- Nicholas Mavroules, politico statunitense (Peabody, n. 1929 - Salem, † 2003)
- Nikolaus di Gara, politico ungherese (n. 1367 - † 1433)
- Nicholas Mahon Power, politico irlandese (n. 1787 - † 1873)
- Nicholas Ridley, politico britannico (Northumberland, n. 1929 - Carlisle, † 1993)
- Nicholas Throckmorton, politico britannico (n. 1515 - † 1571)
- Nicholas True, barone True, politico britannico (n. 1951)
- Nicholas Vansittart, politico britannico (Londra, n. 1766 - Londra, † 1851)
- Nicholas Yatromanolakis, politico, funzionario e attivista greco (Atene, n. 1975)

## Predicatori(1)
- Nick Vujicic, predicatore australiano (Melbourne, n. 1982)

## Presbiteri(1)
- Nicholas Gruner, presbitero, scrittore e teologo canadese (Montréal, n. 1942 - Fort Erie, † 2015)

## Produttori televisivi(1)
- Nicholas Rossiter, produttore televisivo inglese (Litton, n. 1961 - Londra, † 2004)

## Psicologi(1)
- Nicholas Humphrey, psicologo britannico (n. 1943)

## Rapper(3)
- YBN Nahmir, rapper, cantautore e attore statunitense (Birmingham, n. 1999)
- Trinidad James, rapper trinidadiano (Port of Spain, n. 1987)
- Lil Xan, rapper statunitense (Redlands, n. 1996)

## Registi(5)
- Nick Broomfield, regista britannico (Londra, n. 1948)
- Nick Bruno, regista e animatore statunitense
- Nicholas Hytner, regista e direttore artistico britannico (Manchester, n. 1956)
- Nicholas Jarecki, regista, sceneggiatore e produttore cinematografico statunitense (New York City, n. 1979)
- Nicholas McCarthy, regista, sceneggiatore e produttore cinematografico statunitense (New Hampshire, n. 1970)

## Religiosi(2)
- Nicholas Ridley, religioso e teologo inglese (Tynedale - Oxford, † 1555)
- Nicholas Sanders, religioso e teologo britannico (Charlwood, n. 1530 - † 1581)

## Rugbisti a 13(1)
- Nick Youngquest, rugbista a 13 e modello australiano (Sydney, n. 1983)

## Rugbisti a 15(14)
- Nick Beal, ex rugbista a 15 e dirigente sportivo britannico (Howden, n. 1970)
- Nick Civetta, rugbista a 15 statunitense (White Plains, n. 1989)
- Nick Cummins, ex rugbista a 15, ex rugbista a 7 e personaggio televisivo australiano (Port Macquarie, n. 1987)
- Nick Easter, rugbista a 15 e allenatore di rugby a 15 britannico (Epsom, n. 1978)
- Nick Evans, ex rugbista a 15 e allenatore di rugby a 15 neozelandese (Auckland, n. 1980)
- Nick Farr-Jones, ex rugbista a 15, avvocato e dirigente sportivo australiano (Sydney, n. 1962)
- Nick Frisby, rugbista a 15 australiano (Brisbane, n. 1992)
- Nick Kennedy, ex rugbista a 15 e dirigente sportivo britannico (Southampton, n. 1981)
- Nick Mallett, ex rugbista a 15 e allenatore di rugby a 15 sudafricano (Hertford, n. 1956)
- Nick Phipps, rugbista a 15 australiano (Sydney, n. 1989)
- Nick Popplewell, ex rugbista a 15 irlandese (Dublino, n. 1964)
- Nicky Robinson, rugbista a 15 gallese (Cardiff, n. 1982)
- Nic White, rugbista a 15 australiano (Scone, n. 1990)
- Nick Youngs, ex rugbista a 15 britannico (Runton, n. 1959)

## Scacchisti(2)
- Nicholas Pert, scacchista britannico (Ipswich, n. 1981)
- Nick de Firmian, scacchista statunitense (Fresno, n. 1957)

## Sceneggiatori(3)
- Nicholas Kazan, sceneggiatore, drammaturgo e produttore cinematografico statunitense (New York, n. 1945)
- Nicholas St. John, sceneggiatore e attore statunitense
- Nicholas Stoller, sceneggiatore e regista britannico (Londra, n. 1976)

## Scenografi(1)
- Nicholas Geōrgiadīs, scenografo, costumista e pittore greco (Atene, n. 1923 - Londra, † 2001)

## Schermidori(2)
- Nicholas Choi, schermidore hongkonghese (Hong Kong, n. 1993)
- Nicholas Halsted, schermidore britannico (Watford, n. 1942 - † 2007)

## Sciatori alpini(2)
- Nicholas Baker, ex sciatore alpino statunitense (n. 1984)
- Nicholas Krause, ex sciatore alpino statunitense (n. 1993)

## Sciatori freestyle(1)
- Nick Goepper, sciatore freestyle statunitense (Fort Wayne, n. 1994)

## Scrittori(7)
- Nicholas G. Carr, scrittore statunitense (Cincinnati, n. 1959)
- Nicholas Ciuferri, scrittore italiano (Marino, n. 1981)
- Nicholas Eames, scrittore canadese (Wingham)
- Nicholas Guild, scrittore statunitense (Belmont, n. 1944)
- Nicholas Meyer, scrittore, produttore cinematografico e regista statunitense (New York, n. 1945)
- Nicholas Pileggi, scrittore e sceneggiatore statunitense (New York, n. 1933)
- Nicholas Sparks, scrittore statunitense (Omaha, n. 1965)

## Storici(4)
- Nicholas Goodrick-Clarke, storico britannico (Lincoln, n. 1953 - † 2012)
- N. G. L. Hammond, storico e topografo britannico (n. 1907 - † 2001)
- Nicholas Nagy-Talavera, storico ungherese (Budapest, n. 1929 - Chico, † 2000)
- Nicholas Trevet, storico britannico (Oxford)

## Storici dell'arte(1)
- Nicholas Serota, storico dell'arte britannico (Londra, n. 1946)

## Taekwondoka(1)
- Nicholas Corten, taekwondoka belga (n. 1996)

## Tastieristi(1)
- Nick Rhodes, tastierista, compositore e produttore discografico britannico (Birmingham, n. 1962)

## Tennisti(2)
- Nicholas Kalogeropoulos, ex tennista greco (Costa Rica, n. 1945)
- Nick Kyrgios, tennista e commentatore televisivo australiano (Canberra, n. 1995)

## Trombettisti(1)
- Nicholas Payton, trombettista statunitense (New Orleans, n. 1973)

## Trombonisti(1)
- Nick Evans, trombonista britannico (Newport, n. 1947)

## Tuffatori(2)
- Nick McCrory, tuffatore statunitense (Durham, n. 1991)
- Nicholas Robinson-Baker, tuffatore britannico (Farnborough, n. 1987)

## Velisti(1)
- Nick Dempsey, velista britannico (Norwich, n. 1980)

## Vescovi anglicani(1)
- Nicholas Thomas Wright, vescovo anglicano e teologo inglese (Morpeth, n. 1948)

## Vescovi cattolici(3)
- Nicholas Carmen Dattilo, vescovo cattolico statunitense (Mahoningtown, n. 1932 - Camp Hill, † 2004)
- Nicholas Anthony DiMarzio, vescovo cattolico statunitense (Newark, n. 1944)
- Nicholas James Samra, vescovo cattolico statunitense (Paterson, n. 1944)

## Vescovi vetero-cattolici(1)
- Nicholas Spit, vescovo vetero-cattolico olandese (Enkhuizen, n. 1853 - Amersfoort, † 1929)

## Wrestler(7)
- Nick Aldis, wrestler britannico (Docking, n. 1986)
- Nicholas Beckham, wrestler statunitense (Louisville, n. 1986)
- Nick Bockwinkel, wrestler e attore statunitense (Saint Paul, n. 1934 - Las Vegas, † 2015)
- Sinn Bodhi, wrestler canadese (Toronto, n. 1973)
- Eugene, ex wrestler statunitense (Jeffersonville, n. 1975)
- Nick Gage, wrestler statunitense (n. 1980)
- Dolph Ziggler, wrestler statunitense (Cleveland, n. 1980)

## Zoologi(2)
- Nicholas Marcellus Hentz, zoologo e aracnologo francese (Versailles, n. 1797 - Marianna, † 1856)
- Nicholas Aylward Vigors, zoologo e politico irlandese (n. 1785 - † 1840)

## Senza attività specificata(3)
- Nicholas Ambraseys, sismologo greco (Atene, n. 1929 - Londra, † 2012)
- Nicholas Green, statunitense (San Francisco, n. 1987 - Messina, † 1994)
- Nicholas John Spykman, statunitense (Amsterdam, n. 1893 - New Haven, † 1943)